# Coda
Coda е компилация, често третирана като последния студиен албум на британската рок група „Лед Зепелин“, издадена през 1982 г. Тъй като групата се разпада през 1980 г. (поради смъртта на барабаниста им Джон Бонъм), албумът е съставен от записи от различни сешъни и живи изпълнения с добавени китарни партии по време на продукцията. Самата дума Coda означава финална част от музикално произведение.
Китаристът и продуцент Джими Пейдж обяснява, че албумът е направен и пуснат, поради многото неиздаден материал, издаван от фенове като бутлег материали в началото на 1980-те години. Джон Пол Джоунс, басист и клавирист на групата добавя: „Те бяха добри песни... по онова време вече бяхме издали почти всички песни на Зепелин. Използвахме всичко.“
Албумът започва с песента We're Gonna Groove, която според записките на задната обложка е записана през юни 1969 г. По-късно става ясно, че всъщност записа е от януари 1970 г. от концерта в Роял Албърт Хол, като на места китарните партии са презаписани. От същия концерт е взета и песента „I Can't Quit You Baby“, малко по-различна версия на вече съществуващата, издадена в първия студиен албум на групата през 1969 г.
Poor Tom е от записите на Led Zeppelin III и е повлияна от британската фолклорна музика и от изпълнители като Рой Харпър и „Джетро Тъл“. Walter's Walk е останала от албума от 1973 г. Houses of the Holy и прилича на по-тежките им песни от онова време като Rock and Roll, Black Dog и The Song Remains The Same. Въпреки това има спорове кога са записани вокалите (някои смятат, че те са презаписани през ноември 1978 г., по време на сешъните за In Through the Out Door).
Ozone Baby, Darlene и Wearing and Tearing са от записите за In Through the Out Door от 1978 г. и показват едно своеобразно стилово израстване на групата, ориентирала се към зародилото се през 1977 г. пънк движение. Bonzo's Montreux е соло на барабаниста Джон Бонъм от 1976 г., с електронни ефекти добавени по-късно от Джими Пейдж. Тази песен впоследствие ще бъде добавена към двата бокс сета, като се комбинира с барабанното соло Moby Dick в изданието от 1990 г. и като самостоятелно парче през 1993 г.
Обложката на албума е изработена от студиото „Хипнозис“, като това е петата обложка на „Лед Зепелин“, направена от това студио. Главните четири букви CODA са от шрифт, наречен „Неон“, създаден през 1978 г. от Бернард Олъм.

## Състав
- Робърт Плант – вокали, хармоника
- Джими Пейдж – китара, задни вокали
- Джон Пол Джоунс – задни вокали, клавишни
- Джон Бонъм – барабани, задни вокали

## Песни
1. We're Gonna Groove – 2:40 (Джеймс Албърт Бета, Бен Кинг)
2. Poor Tom – 3:01 (Джими Пейдж, Робърт Плант)
3. I Can't Quit You Baby – 4:17 (Уили Диксън)
4. Walter's Walk – 4:31 (Пейдж, Плант)
5. Ozone Baby – 3:35 (Пейдж, Плант)
6. Darlene – 5:06 (Джон Бонъм, Джон Пол Джоунс, Пейдж, Плант)
7. Bonzo's Montreux – 4:17 (Бонъм)
8. Wearing and Tearing – 5:31 (Пейдж, Плант)

### Бонус песни от бокс сетовете, добавени през 1993 г.
1. Baby Come on Home – 4:30 (Бърт Бърнс, Пейдж, Плант)
2. Traveling Riverside Blues – 5:11 (Робърт Джонсън, Пейдж, Плант)
3. White Summer/Black Mountain Side – 8:01 (Пейдж)
4. Hey Hey What Can I Do – 3:55 (Бонъм, Джоунс, Пейдж, Плант)